# Minna no Tamago
Singles de Shugo Chara Egg!
Shugo Shugo!
(2009)
Minna no Tamago (みんなのたまご) est le 1er single du groupe de J-pop Shugo Chara Egg!, sorti le 10 décembre 2008  au Japon sur le label Pony Canyon. 
Il atteint la 9e place du classement Oricon. Sortent aussi une édition limitée du single avec un DVD bonus, et une version "Single V" (vidéo) cinq semaines plus tard. La chanson-titre sert de générique d'ouverture à la série anime Shugo Chara (2e saison : Shugo Chara!! Doki). Elle figurera sur la compilation Shugo Chara! Song Best de 2010.

## Liste des titres
CD Single
1. Minna no Tamago (みんなのたまご?)
2. Hajimari no Uta (はじまりのうた?)
3. Minna no Tamago (instrumental) (みんなのたまご...?)
4. Hajimari no Uta (instrumental) (はじまりのうた...?)

DVD de l'édition limitée
1. PV Jacket Making of Part 1 (PV・ジャケット撮影メイキング Part.12?)

Single V
1. Minna no Tamago (Music Clip)
2. Minna no Tamago (Close Up Version)
3. Minna no Tamago (Dance Shot Version)
4. PV Jacket Making of Part 2 (PV・ジャケット撮影メイキング Part.2?)